# Jean Beauverie
Jean Jules Beauverie (1874, Fontaines-sur-Saône - 1938, Lyon ) fue un botánico y micólogo francés.

## Biografía
En 1894 obtuvo su licenciatura en ciencias de la naturaleza, seguido por trabajos como botánico, entonces fue profesor en la Universidad de Lyon. En 1912 fue profesor en la facultad de ciencias de Nancy, donde eventualmente se convirtió en profesor asociado. Más tarde obtuvo una cátedra en Clermont-Ferrand y en 1923 regresó como profesor a Lyon.
Entre 1895 y 1938, fue miembro de la Société linnéenne de Lyon, donde actúa como su presidente en dos ocasiones (1907 y 1928). Era también un miembro de la Société botanique de Francia (1919), la Société mycologique de France y Société botanique de Lyon (vicepresidente 1910, presidente 1912).

## Algunas publicaciones
- Contribution à l'étude de l'influence des conditions extérieures sur la morphologie et l'anatomie des végétaux. Ed. Lyon: Imprimerie A. Rey , 1897

- Hygrocopos et penicillum glaucum. Lyon: Association typographique, 1898

- Études sur le polymorphisme des champignons; influence du milieu, 1900 - Estudios de polimorfismo en los hongos; influencias ambientales

- Étude sur les champignons des maisons, 1903

- Le bois, 1905

- Atlas colorié de la flore alpine. Jura, Pyrénées, Alpes françaises, Alpes suisses, 1906 (con Louis Faucheron) - Atlas de la flora alpina , Jura , Pirineos , Alpes franceses y los Alpes suizos

- Les textiles végétaux, 1913 (with M H Lecomte) - (tejidos de plantas)

- Les gymnospermes, vivantes et fossiles, 1933 - (Gimnospermas, vivos y fósiles)

- Formes, vie et pensée, Groupe lyonnais d'études médicales, philosophiques et biologiques, 1934

- Les cryptogames vasculaires, vivantes et fossiles, 1936 - vasculares criptógamas, vivos y fósiles[4][5]

## Honores

### Eponimia
En 1912 Jean Paul Vuillemin nombró el género Beauveria (familia Clavicipitaceae ) en su honor.
- La abreviatura «Beauverie» se emplea para indicar a Jean Beauverie como autoridad en la descripción y clasificación científica de los vegetales.[7]